# Corinne Le Poulain
Corinne Le Poulain, née le 26 mai 1948 à Neuilly-sur-Seine et morte le 10 février 2015 dans le 15e arrondissement de Paris, est une actrice française.

## Biographie

### Carrière
Corinne Le Poulain fait ses débuts au théâtre dans la pièce Quarante carats de Pierre Barillet et Jean-Pierre Gredy, en 1967. La même année, toujours au théâtre on peut la voir dans Oscar aux côtés de Louis de Funès. Par la suite, elle est la partenaire de Jean Marais dans La Provocation. Au théâtre, elle incarne Suzon dans la reprise de Huit Femmes (diffusé à la télévision française dans le cadre de l'émission Au théâtre ce soir en 1972).
Elle connaît une grande popularité en jouant l'héroïne Sally dans la série Sam et Sally (1978) aux côtés de Georges Descrières. Elle ne put participer à la seconde saison pour cause de grossesse et fut remplacée par Nicole Calfan. 
Elle obtient également un grand succès dans le rôle d'Esther dans le feuilleton télévisé Splendeurs et misères des courtisanes sans parler de l'irrésistible Patty Pat, la secrétaire incendiaire de Jean Poiret dans Le Canard à l'orange, de William Douglas-Home, mis en scène par Pierre Mondy.
Elle a animé pendant l'année 1981 l'émission pour la jeunesse Les Visiteurs du mercredi et Les Visiteurs de Noël. Elle est aussi à l'affiche du Dindon de Georges Feydeau, dans les années 1980. Le réalisateur Jean-Pierre Mocky lui donne en 1993 l'un de ses plus beaux rôles au cinéma dans Bonsoir, dans lequel elle incarnait Gloria, l'amie lesbienne de Claude Jade.
Elle est connue du grand public pour ses nombreux rôles sur le petit écran (Navarro, Arsène Lupin…). Elle a interprété des génériques, pour le film  Le Château de Cagliostro et a interprété les chansons du film Le Magicien d'Oz sorti en 1985. À la radio, elle a également fait partie de l'équipe de l'émission Les Grosses Têtes entre 1982 et 1985 sur RTL. Enfin, elle a interprété Solange, la mère de Vincent Chaumette dans Plus belle la vie, en 2005. La fin de sa carrière est principalement consacrée au théâtre.

### Vie privée

#### Famille
Elle est la nièce de l'acteur Jean Le Poulain (1924-1988), et la sœur de la comédienne Vannick Le Poulain.
Elle est la mère de la comédienne Julia Duchaussoy (née le 30 juillet 1979), dont le père est Michel Duchaussoy (1938-2012).

#### Mort
Corinne Le Poulain meurt à Paris 15e le 10 février 2015 à l'âge de 66 ans, des suites d'un cancer foudroyant,,. Ses obsèques ont eu lieu le 16 février dans l'église Saint-Roch à Paris, comme celles de son oncle Jean, près de 30 ans auparavant, en présence de nombreuses personnalités du cinéma. Elle est crématisée dans la même ville.

## Filmographie

### Télévision

#### Séries télévisées
- 1968 : Six chevaux bleus de Philippe Joulia
- 1974 : Arsène Lupin de Jean-Pierre Desagnat: Les huit coups de l'horloge : Hortense
- 1974 : Le deuil sied à Électre (trilogie d'Eugene O'Neill) de Maurice Cazeneuve : Hazel
- 1975 : Splendeurs et misères des courtisanes, de Maurice Cazeneuve d'après Honoré de Balzac : Esther Gobseck
- 1975 : Marie-Antoinette de Guy Lefranc : Mme de Polignac
- 1978 : Voltaire, série télévisée aussi connue sous le nom Ce diable d'homme de Marcel Camus
- 1978 : Sam et Sally, de Robert Pouret, de Nicolas Ribowski, et Jean Girault : Sally
- 1981 : Les Gaietés de la correctionnelle : Le divorce nostalgique de Marlène Bertin : Bernadette Goulot
- 1981 : La Vie des autres de Gérard Clément : Michèle
- 1983 : Les Amours romantiques : Les prétendus de Josée Dayan
- 1983 : L'Homme de la nuit de Juan Luis Buñuel : Michèle
- 1994 : Julie Lescaut de Josée Dayan, série télévisée, épisode Ville haute, Ville basse : femme gymnase
- 1997 : Navarro,Verdict de Nicolas Ribowski : Mady
- 2005 : Plus belle la vie, feuilleton télévisé : Solange Chaumette
- 2005 : Navarro, Double meurtre d'Édouard Molinaro : Mme Dassonville
- 2009 : Père et Maire, épisode : La passion de Marie-France de Pascal Heylbroeck

#### Téléfilms
- 1967 : Mary de Cork de Maurice Cazeneuve, Varai
- 1969 : Les Parisiennes de Kiraz de Jean-Marie Coldefy,
- 1972 : Absences répétées de Guy Gilles : la femme de Guy
- 1973 : Tout le monde peut s'appeler moi de Claude Deflandre : la fille
- 1973 : Poof de Lazare Iglésis : Isabelle
- 1974 : À trois temps de Jean Kerchbron
- 1975 : La missione del mandrillo de Guido Zurli
- 1976 : Le Siècle des Lumières de Claude Brulé : Gabrielle
- 1980 : Le Cocu magnifique de Marlène Bertin : Stella
- 1981 : À nous de jouer d'André Flédérick : Solange
- 1981 : Les Visiteurs de Noël : La Sorcière
- 1984 : Dernier Banco de Claude de Givray : Mme Follenfant
- 1987 : Je tue à la campagne de Josée Dayan : Myriam
- 1987 : Gigi de Jeannette Hubert
- 1989 : Une fille d'Ève d'Alexandre Astruc : Florine
- 1991 : Poison d'amour d'Hugues de Laugardière : Élisabeth
- 1991 : Le Second Voyage de Jean-Jacques Goron
- 1994 : Décibel (homonymie) de Philippe Ducrest

### Cinéma
- 1969 : La Provocation d'André Charpak : Isabelle
- 1969 : Un jeune couple de René Gainville : Janine
- 1970 : La Grande Java de Philippe Clair : la fille de Colombani
- 1972 : Absences répétées de Guy Gilles : Marie, la femme de Guy
- 1973 : Les Anges de Jean Desvilles : Martine
- 1977 : Drôles de zèbres de Guy Lux : Solange
- 1994 : Bonsoir de Jean-Pierre Mocky : Gloria

### Théâtre filmé
- Au théâtre ce soir - réalisation Pierre Sabbagh, Théâtre Marigny :
  - 1966 : Les portes claquent de Michel Fermaud, mise en scène Christian-Gérard : Danièle
  - 1968 : Azaïs de Georges Berr et Louis Verneuil, mise en scène Jean Le Poulain : Suzanne
  - 1971 : De doux dingues de Joseph Carole, mise en scène Jean Le Poulain : Marie
  - 1971 : Huit femmes de Robert Thomas, mise en scène Jean Le Poulain : Suzon, la fille aînée
- 1979 : Emmenez-moi au théâtre - Le Canard à l'orange de William Douglas-Home : Patricia Forsyth dite « Patty Pat »

## Doublage

### Séries télévisées
- 1984 - 1989 : Les feux de l'amour : Ashley Abbott (Eileen Davidson)- 1ère voix
- 1995 - 1999  : Hercule : Callisto (Hudson Leick)
- 1998 - 2002  : Xena la guerrière : Calisto (Hudson Leick)
- 1996 - 2000 : Spin City : Nikki Faber (Connie Britton)
- 1996 - 2003 : 7 à la maison : Patricia Hamilton (Olivia Brown)

### Séries d'animation
- 1974 :  Reinefeuille et Koursansak : Reinefeuille
- 1990 - 1996 :  Capitaine Planète : Linka
- 1992 :  Les Aventures de Christophe Colomb : Isabelle de Castille
- 1994 :  Albert le 5ème mousquetaire : la reine
- 1991-2003 : Les Razmoket : Lucie Cornichon
- 2003 : Razbitume ! : Lucie Cornichon

## Théâtre
1966 au théâtre les portes claques
- 1967 : Quarante carats de Pierre Barillet et Jean-Pierre Gredy, mise en scène Jacques Charon, théâtre de la Madeleine
- 1971 : Le Canard à l'orange de William Douglas-Home avec Jean Poiret dans une mise en scène de Pierre Mondy : Patricia Forsyth dite « Patty Pat »
- 1971 : De doux dingues de Joseph Carole avec Maria Pacôme et Jean Le Poulain
- 1972 : Oscar de Claude Magnier, mise en scène Pierre Mondy, théâtre du Palais-Royal
- 1983 : Le Dindon de Georges Feydeau, mise en scène Jean Meyer, théâtre des Célestins
- 1984 : Gigi de Colette, mise en scène Jean Meyer, théâtre des Célestins
- 1984 : Brocéliande de Henry de Montherlant, mise en scène Jean Meyer, théâtre des Célestins
- 1984 : Les Précieuses ridicules de Molière, mise en scène Jean Meyer, théâtre des Célestins
- 1985 : Topaze de Marcel Pagnol, mise en scène Jean Meyer, théâtre des Célestins
- 1985 : Gigi de Colette, mise en scène Jean Meyer, théâtre des Nouveautés
- 1989 : L'Illusionniste de Sacha Guitry, mise en scène Jean-Luc Moreau, théâtre des Bouffes-Parisiens
- 1991 : Décibel de Julien Vartet, mise en scène Gérard Savoisien, théâtre Édouard VII
- 1993 : Durant avec un T de Julien Vartet, mise en scène Daniel Colas, théâtre Édouard VII
- 1994 : Décibel de Julien Vartet, mise en scène Gérard Savoisien, théâtre Édouard VII
- 1997 : Un mariage pour trois de Georges Feydeau, mise en scène Anthony Walkers, théâtre du Gymnase Marie-Bell
- 2004 : Entrez sans frapper de Jacques Collard, mise en scène de Raymond Acquaviva
- 2004 : Patate de Marcel Achard, mise en scène Bernard Menez, théâtre Daunou
- 2007: Parfum et suspicions de Bruno Druart mise en scène Jean Martinez
- 2009 : L'Amour foot de Robert Lamoureux, mise en scène Francis Joffo
- 2010 : La Berlue, de Jean-Jacques Bricaire et Maurice Lasaygues
- 2011-2012 : Le Nouveau Testament, de Sacha Guitry, mise en scène Isabelle Ratier
- 2013 : Vieilles Chipies de Gérard Moulévrier, mise en scène Jean-Pierre Dravel et Olivier Macé, tournée
- 2014 : Plus vraie que nature, avec Jean-Pierre Castaldi, mise en scène Raphaëlle Cambray, tournée

## Distinctions

### Décorations
- Chevalière de l'ordre des Arts et des Lettres
- Chevalière de l'ordre national du Mérite le 11 novembre 2011.